# Fort-Mardijk
Fort-Mardijk (Frans: Fort-Mardyck) is een voormalige gemeente in het Franse Noorderdepartement (regio Hauts-de-France) in de Franse Westhoek en telt 3626 inwoners (2005). De plaats maakt deel uit van het arrondissement Duinkerke en is sinds 9 december 2010 een commune associée van de stad Duinkerke.
Vier kilometer westwaarts ligt Mardijk, dat sinds 1980 eveneens een commune associée van Duinkerke is.

## Geografie
De oppervlakte van Fort-Mardijk bedraagt 1,41 km², de bevolkingsdichtheid is 2572 inwoners per km². De geografische coördinaten zijn 51° 2' N.B. 2° 18' O.L.

## Geschiedenis
Hier werd in 1620 door de Spanjaarden een fort gebouwd, dat naar het naburige, toen in puin liggende dorp Mardijk werd vernoemd. Reeds in 1665 werd het op bevel van de zonnekoning met de grond gelijk gemaakt om er een Franssprekend vissersdorp te stichten. De bewoners werden gerekruteerd te Étaples en Cucq, net onder Boulogne-sur-Mer. De voormalige vissershaven heeft plaats gemaakt voor industrie.

## Bezienswaardigheden
- Onze-Lieve-Vrouw van het Fortkerk (Église Notre-Dame du Fort), aan het Place de l'Église, een moderne naoorlogse kerk met naastgebouwde toren die een driebeukige bakstenen kerk met voorgeveltorentje vervangt.
- Zoo van Fort-Mardijk

## Economie
Fort-Mardijk wordt omgeven door zware, deels havengebonden industrie, zoals:
- Een onderhoudswerkplaats van de Spoorwegen
- ArcelorMittal Dunkerque ijzer- en staalfabriek
- Raffinerie de Dunkerque, gesloten 2017
- Raffinerie des Flandres, eigendom van Total, gesloten 2010
- Flandres Béton
- Dillinger France, blikfabriek
- Air Liquide

## Cultuur
- Salon de la BD et du livre, jaarlijkse strip(boeken)beurs in april

## Demografie
Onderstaande figuur toont het verloop van het inwonertal (bron: INSEE-tellingen).

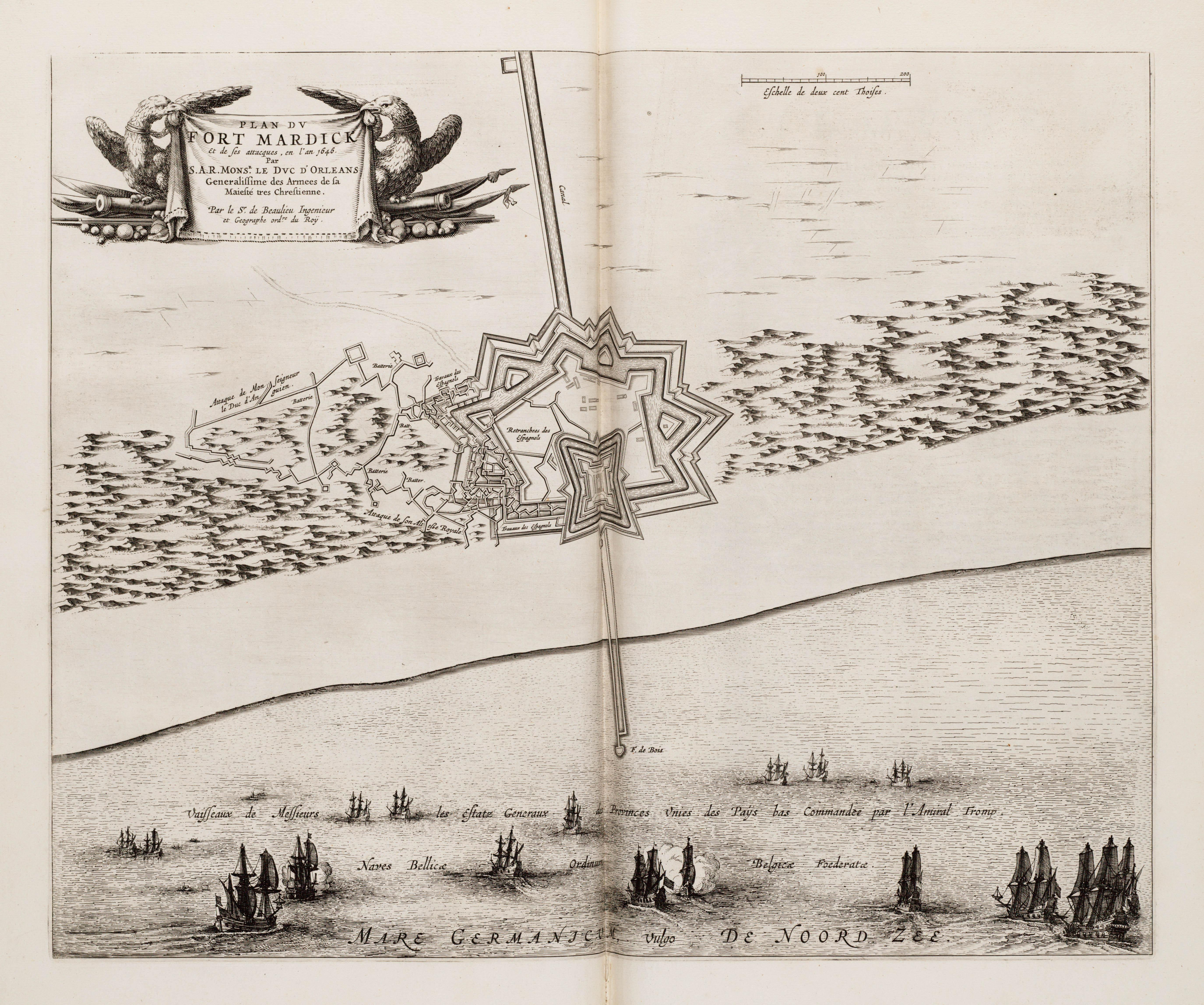
Weergave van Fort-Mardijk tijdens de Tachtigjarige Oorlog. Kaart van J.Blaeu